# Justizvollzugsanstalt Spremberg
Die Justizvollzugsanstalt Spremberg ist heute eine Außenstelle der JVA Luckau-Duben unter der Anschrift Neudorfer Weg 1 in Spremberg. Sie ist zuständig für männliche und weibliche Strafgefangene des offenen Vollzugs mit insgesamt 101 Haftplätzen.